# 李龍祥
李龍祥（1174年—？），越南李朝皇子，後來成為高麗王朝將領。他是韓國花山李氏的始祖。

## 生平
李龍祥於1174年出生於大越的都城昇龍，是越南皇帝李英宗的第七子，為皇后黎美娥所生。
1225年，李朝權臣陳守度安排李昭皇與自己的侄兒陳煚結婚。不久即脅迫李昭皇禪位給陳煚，李朝覆滅。為了能夠鞏固新建立的陳朝的統治，陳守度大肆屠殺李朝宗室，並脅迫他們的後代改姓阮，將他們流放到了北部山區中。

## 流亡生活
1226年，為了躲避陳朝的追殺，李龍祥於清化率6000餘人，攜帶皇冠、龍袍、尚方寶劍以及財寶等物，分乘三隻大船，逃往南海。在幾個月的海上流亡之後，船隊遭遇颱風，被迫登陸台灣島。當李龍祥決定離開時，其子李龍賢（Lý Long Hiền）卻得了重病。李龍祥不得不留下200人以照料他。隨後李龍祥率其餘部眾繼續向北航行，來到高麗的甕津郡北面的花山洞里。
傳說高麗高宗曾夢見鳳凰自南方飛來，降臨於高麗。當高麗高宗聽說越南王子來高麗避難，立即下令黃海道海州的官員以貴賓的禮節歡迎了他們，並允許他們在甕津郡擁有一片自己的莊園。
李龍祥與其部眾在花山地區定居了下來，建立了莊園和學校，教授兵法和詩書。

## 擊退蒙古人的進攻
1232年，蒙古帝國窩闊台率領一支騎兵南下，水陸並進，入侵高麗。其中，一支水軍進犯黃海道海面，為李龍祥率當地的軍民擊退。李龍祥經常騎白馬，因此在這場戰役勝利之後，李龍祥獲得了「白馬將軍」的綽號。
1253年，蒙哥汗率領蒙古軍隊，第二次進攻高麗。此時李龍祥已年逾八十，但仍披甲上陣，率當地軍民抗擊蒙古水軍的進攻。經過五個月，將蒙古軍趕出了黃海道。因戰功卓著，高麗高宗冊封李龍祥為花山君，將鎭山和花山兩地作為他的封地。高麗朝廷在蒙古水軍投降的地方建立了受降門，並為李龍祥建立了牌坊以表彰其功績（該牌坊至今猶存）。
李龍祥逝世後，他的遺體被埋葬在板門店附近的Di A山腳下。在這座山山頂，李龍祥曾南望故國而為之流涕。如今此處被稱為望國壇。

## 李龍祥的後裔
1994年，花山李氏的後人訪問越南李朝的發源地河北省僊山縣亭榜社（今北寧省慈山市亭榜坊）。在這裡，花山李氏的後人對祖先進行了祭拜。
1995年12月，韓國放送公社（KBS）播放了一則關於李龍祥的報導。
韓國第一任總統李承晚在访问南越时，称自己是越南李朝末主李龙祥的后裔。

## 外部連結
- （英文） . Vietnam Union of Science and Technology Association. 02/10/2007  [August 2008]. （原始内容存档于2008-09-16）.
- （越南文） Đi tìm dòng họ Lý ở Hàn Quốc
- （越南文） 800 năm hoài cố hương